# Williams Narace
Williams Narace (Ndikiniméki, 17 marzo 1997) è un cestista camerunese.

## Carriera
Con il Camerun ha disputato i Campionati africani del 2021.

## Palmarès
- Leaders Cup: 1

Le Mans: 2025